# Wolfgang Lamché
Wolfgang Lamché (* 28. März 1947 in Hamm) ist ein deutscher Bildhauer und Objektkünstler.

## Leben
Nach dem Abitur 1966 studierte er von 1968 bis 1969 Betriebswirtschaftslehre an der Westfälischen Wilhelms-Universität. Von 1970 bis 1972 absolvierte er eine Lehre als Steinbildhauer. 1974 legte er die Meisterprüfung ab. Seit 1988 ist er freischaffender Künstler. Er lebt und arbeitet in Ennigerloh.

## Werke (Auswahl)

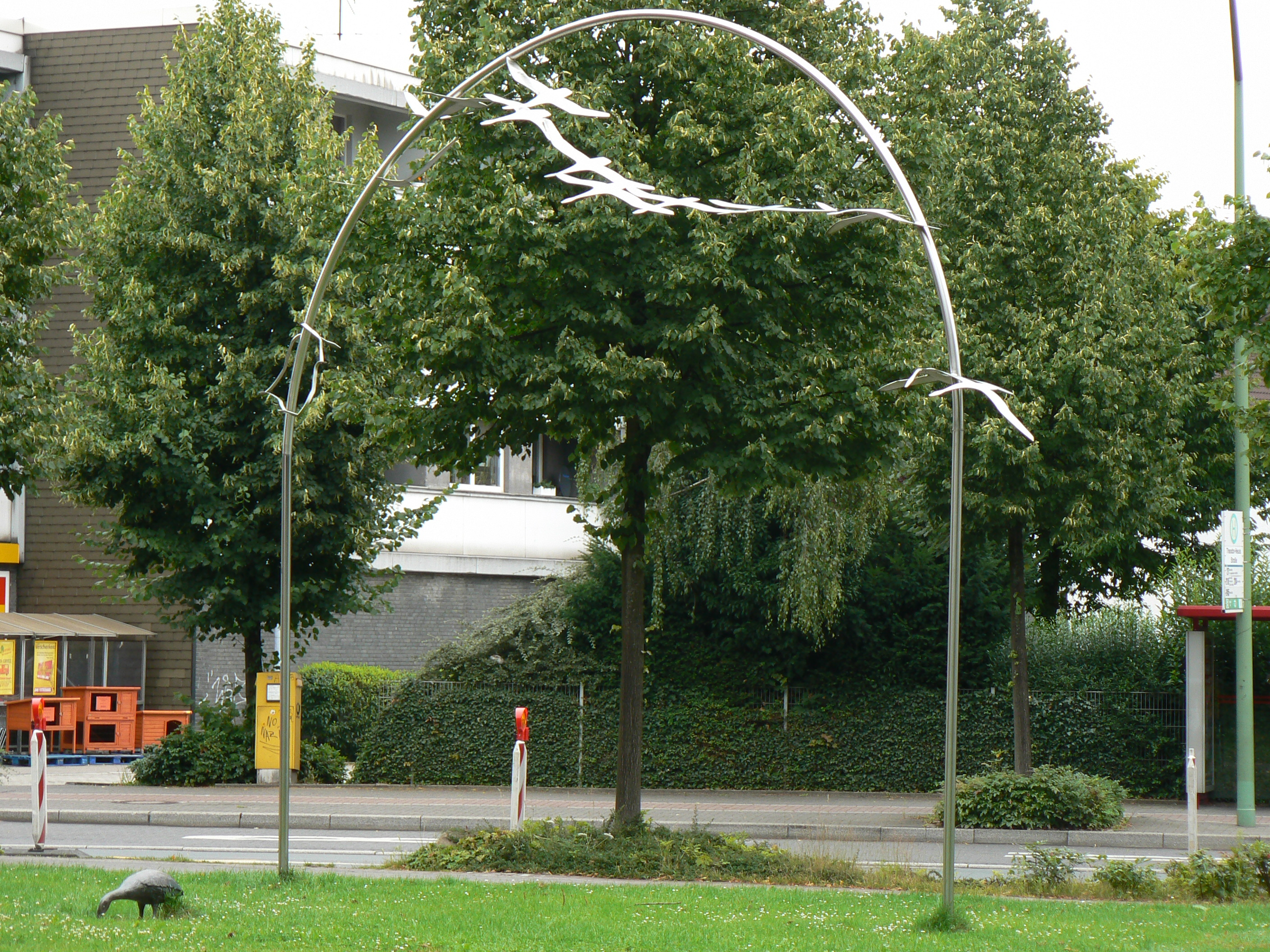
Gänsebogen in Herten

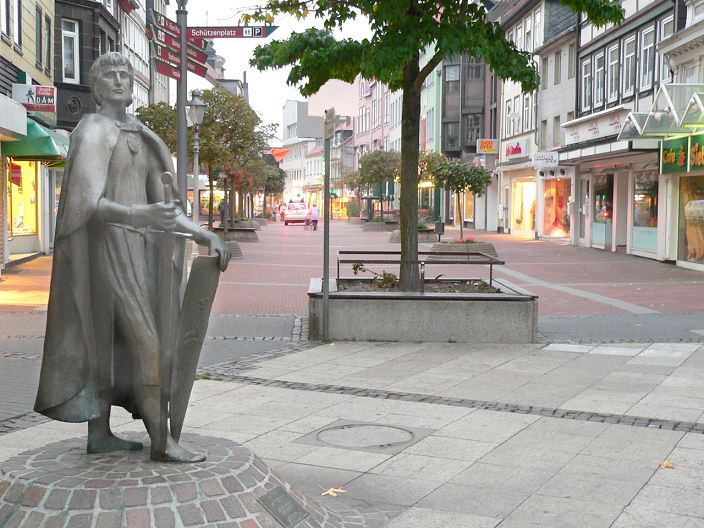
Gunzelin von Wolfenbüttel in Peine

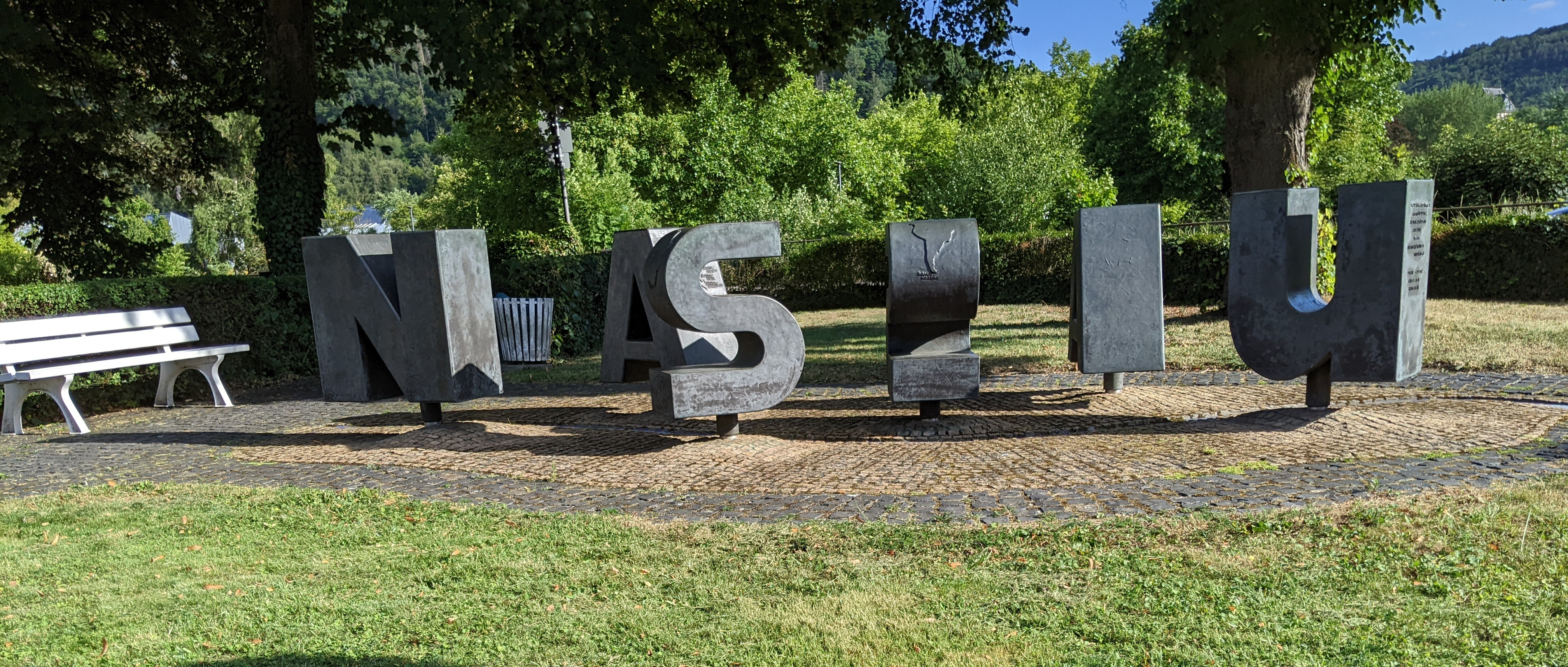
"Nassau in aller Welt" in Nassau (Lahn)

Lamché arbeitet vornehmlich in Bronze, Edelstahl und Titan. Eine Reihe seiner Werke befindet sich im öffentlichen Raum. In seiner Werkstatt entstand auch der Abguss der spätgotischen Friedhofslaterne in Oelde. Für den Platz vor dem Rathaus in Rüthen schuf Lamché die Skulpturengruppe Rüthener Eselei, die auf die frühere Bedeutung des Lasttiers Esel für das Rüthener Land hinweisen soll.
- Bewegtes NRW, Berlin[3]
- Gänsebogen, Skulpturenpfad Herten, 1997
- Zebrachenfant, Hamm[4]
- Landschaftsband im Maximilianpark Hamm[5]
- Schriftzug Nassau, Nassau (Lahn)[6]
- Edelstahl-Objekt in Ennigerloh[7]
- Gunzelin von Wolfenbüttel in Peine (1999)[8]
- Landschaftsband, Edelstahl Maxi-Park, Hamm/Westfalen
- Norderneyer Segel, farblich gefasster Edelstahl, Nordstrand, Norderney
- Strandlooper, Bronze auf Granit, Strandstr. Juist
- Austernfischerbrunnen, Edelstahl/Bronze, Appellplatz,  Wangerooge
- 6 Lichtstelen, Edelstahl, sideradiating light, Hans-Böckler-Str., Essen
- Apofintita, Stele in Titan und Edelstahl, Altendorfer Str., Essen
- Nassau all over the world, Bronze, Bahnhofstr., Nassau
- Drubbelbrunnen, Naturstein, Drubbel, Ennigerloh
- Gänsebrunnen, Bronze, Marktpassage, Oelde
- Scherlebecker Winkel, Edelstahl, Schelerbeck / Herten
- Gänsebogen, Edelstahl/Bronze,
- Winkelmann, Edelstahl, Heinrich-Winkelmann-Platz, Ahlen